# Yacine Diaw
Pour les articles homonymes, voir Diaw.
Yacine Diaw, née le 29 septembre 1996, est une taekwondoïste sénégalaise.

## Carrière
Aux Championnats d'Afrique de taekwondo 2021 à Dakar, Yacine Diaw obtient la médaille de bronze dans la catégorie des moins de 62 kg.
Elle est médaillée de bronze dans la catégorie des moins de 57 kg aux Jeux africains de 2023 à Accra.